# Митчелл, Ивонн
Иво́нн Митчелл (англ. Yvonne Mitchell), урождённая Ивонн Френсис Джозеф (англ. Yvonne Frances Joseph, 7 июля 1915 — 24 марта 1979) — английская актриса.

## Биография
Родилась в Лондоне в семье Мадж Митчелл и Берти Джозефа. Свою карьеру начала на театральных сценах Лондона, а в 1949 году дебютировала на большом экране в картине «Пиковая дама» в роли Лизаветы Ивановны. В 1954 году за роль в драме «Пленённое сердце» актриса была удостоена премии «BAFTA», а в 1957 году стала обладательницей Серебряного медведя на Берлинском кинофестивале за роль в ленте «Женщина в халате». Помимо этого у неё были примечательные роли в картинах «Сапфир» (1959), «Процесс над Оскаром Уайльдом» (1960), «Чингиз Хан» (1965) и «Большой вальс» (1972).
В 1960 году Митчелл появилась на Бродвее, где исполнила главную роль в пьесе «Стена». Кроме этого актриса периодически появлялась на телевидении, где в 1979 году сыграла свою последнюю роль в научно-фантастическом сериале «1990». Год спустя Ивонн Митчелл скончалась от рака в возрасте 63 лет. Её супруг, театральный критик и писатель Дерек Монси, с которым она состояла в браке с 1952 года, умер в том же году.

## Фильмография
| Год  |   | Русское название                 | Оригинальное название     | Роль                  |
| ---- | - | -------------------------------- | ------------------------- | --------------------- |
| 1941 | ф | Любовь на пособии по безработице | Love on the Dole          | работница на заводе   |
| 1949 | ф | Пиковая дама                     | The Queen of Spades       | Лизавета Иванова      |
| 1949 | ф | Дети случая                      | Children of Chance        | Австралия             |
| 1953 | ф | Поворачивай ключ аккуратно       | Turn the Key Softly       | Моника Марсден        |
| 1954 | ф | Пленённое сердце                 | The Divided Heart         | Соня                  |
| 1955 | ф | Эскапада                         | Escapade                  | миссис Стелла Хэмпден |
| 1956 | ф | Белокурая грешница               | Yield to the Night        | Макфарлейн            |
| 1957 | ф | Женщина в халате                 | Woman in a Dressing Gown  | Эми                   |
| 1958 | ф | Страстное лето                   | Passionate Summer         | миссис Поули          |
| 1959 | ф | Сапфир                           | Sapphire                  | Милдред               |
| 1960 | ф | Заговор сердец                   | Conspiracy of Hearts      | сестра Герта          |
| 1960 | ф | Процесс над Оскаром Уайльдом     | The Trials of Oscar Wilde | Констанс Уайлд        |
| 1961 | ф | Джонни Никто                     | Johnny Nobody             | Мисс Флойд            |
| 1962 | ф | Главная достопримечательность    | The Main Attraction       | Эленора Морено        |
| 1965 | ф | Чингисхан                        | Genghis Khan              | Катке                 |
| 1971 | ф | Труп (фильм, 1971)               | The Corpse                | Эдит Иствуд           |
| 1972 | ф | Большой вальс (фильм, 1972)      | The Great Waltz           | Анна Штраус           |
| 1972 | ф | Демоны в мыслях                  | Demons of the Mind        | Хильда                |
| 1976 | ф | Несравненная Сара                | The Incredible Sarah      | женщина               |

## Награды
- BAFTA 1955 — «Лучшая британская актриса» («Пленённое сердце»)
- Серебряный медведь Берлинского кинофестиваля 1957 — «Лучшая актриса второго плана» («Женщина в халате»)